# 임영서
임영서(1969년 ~ )는 대한민국의 언론인이다.

## 주요 경력
- 1995.11 MBC 입사
- MBC 보도국 사회부 기자
- MBC 보도국 경제부 기자
- MBC 보도국 정치부 기자
- MBC 보도국 문화부 기자
- MBC 보도국 2580부 기자
- MBC 보도본부 차장
- 2011.08~2014.08 MBC 보도본부 도쿄특파원
- 2015.03~2016.08 MBC 보도국 취재센터 기획취재부장
- 2016.08~2016.12 MBC 보도국 편집1센터 주말뉴스부장
- 2017.12~2018.11 MBC 보도국 취재센터 기획취재부장
- MBC 보도본부 탐사보도부장
- 2018.11~2020.03 MBC 보도본부 사회문화에디터, 부국장
- 2021.02~2023.03 MBC 기획국장
- 2023.03~2024.04 MBC 보도본부 통합뉴스룸 국장
- 2024.04~ MBC 보도본부 저널리즘책무실장

## 진행

### TV
- 《후+》 (2010년 5월 2일 ~ 2010년 10월 7일)